# Toxoproctis cosmia
Toxoproctis ganesha là một loài bướm đêm thuộc họ Erebidae. Nó được tìm thấy ở Sundaland.

## Hình ảnh

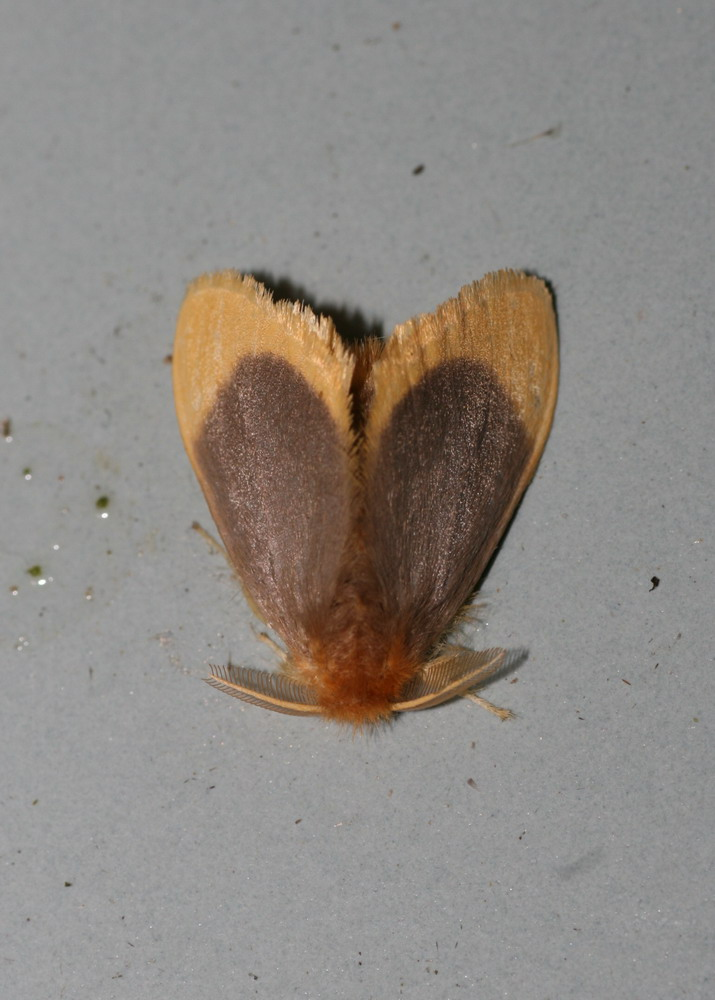